# 10728 Vladimirfock

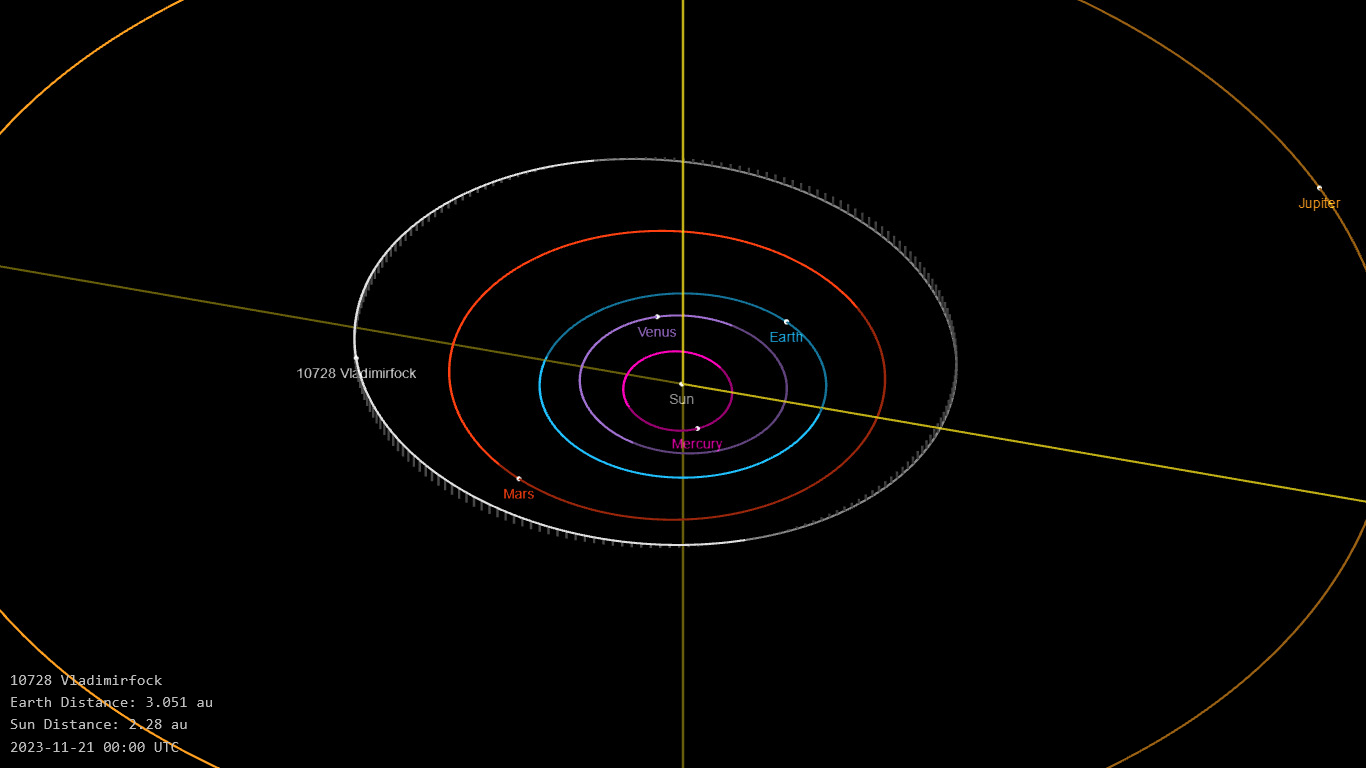
orbitalbana för 10728 Vladimirfock

10728 Vladimirfock eller 1987 RT5 är en asteroid i huvudbältet som upptäcktes den 4 september 1987 av den sovjetisk-ryska astronomen Ljudmila Zjuravljova vid Krims astrofysiska observatorium på Krim. Den är uppkallad efter den sovjetiske fysikern Vladimir A. Fock.
Asteroiden har en diameter på ungefär 3 kilometer.